# Manuel Mikus
Manuel Mikus (* 13. Juli 1999 in Vaduz) ist ein liechtensteinischer Fussballspieler.

## Karriere

### Verein
Mikus begann seine Laufbahn beim FC Ruggell. Später schloss er sich dem FC Vaduz an, bei dem er dann in die zweite Mannschaft befördert wurde. 2018 und 2019 stand er einige Male im Kader des Profiteams, kam jedoch nicht zum Einsatz. Anfang 2020 wurde er an den FC Balzers verliehen, der den Abwehrspieler im Sommer 2020 fest verpflichtete. Ab Sommer 2021 war Mikus einige Monate vereinslos, ehe er im März 2022 erneut einen Vertrag beim FC Balzers unterschrieb.

### Nationalmannschaft
Mikus bestritt zwischen 2014 und 2020 insgesamt 33 Partien für verschiedene liechtensteinische U-Nationalmannschaften. Am 16. November 2022 gab er bei der 0:2-Niederlage im Freundschaftsspiel gegen Gibraltar sein Debüt für die A-Nationalmannschaft, als er in der zweiten Halbzeit eingewechselt wurde.